# Алхан-Кала
Алха́н-Кала́ (чечен. Іалхан-Гӏала, до 1922 — станица Ермоловская) — село в Грозненском районе Чеченской Республики. Административный центр Алхан-Калинского сельского поселения.

## География
Село расположено на левом берегу реки Сунжа, у южного подножья Сунженского хребта, в 7 км к юго-западу от города Грозный.
Ближайшие населённые пункты: на северо-востоке — село Октябрьское и Заводской район города Грозный, на юго-востоке — село Алхан-Юрт и посёлок Краснопартизанский, на юго-западе — село Кулары, на западе — село Закан-Юрт и на северо-западе — село Красностепновское.

## История

### В древности
В окрестностях Алхан-Калы располагается древнее Аланское поселение, Алхан-Калинское городище которое датируется II—V веками до н. э.. По мнению некоторых исследователей этот древний город мог быть столицей Аланского государства — Магасом (Ма’асом), описанным арабским историком Аль-Масуди.
Также Бобринским А. А. у местного населения были выкуплены предметы найденные при грабительских раскопках в близлежащих к селению курганах: удила, наконечники стрел (трёхгранные, втульчатые и вытянутых пропорций). Такого рода находки датируются учёными III—I веками до н. э..

### В XIX веке
На северной окраине Алхан-Калы недалеко от курганов «Три брата» располагалось военное укрепление Злобный окоп.
Станица Алхан-Юртовская заложена 1 мая 1851 году к северу от чеченского села Алхан-Юрт.
В 1860 году в ней построена Михайло-Архангельская церковь. В 1914 году в станице располагались три старообрядческие церкви, старообрядческий мужской Успенский монастырь, двухклассное училище, церковно-приходская женская школа. При станице располагались хутора: Васильева, Кузнецова, Старо-Баскаков и Ново-Баскаков.
В октябре 1920 года в ответ на переселенческую политику Советской власти, Ермоловская становится одним из центров антисоветского восстания. В начале ноября 1920 года, после подавления восстания, все казачье население станицы было депортировано (всего 638 семей, 2704 человека). С 1 по 7 ноября из Ермоловской был отправлен первый эшелон с 1250 человек в город Моздок, 10 ноября отправлен 2 эшелон (57 вагонов) — 1100 человек с назначением в Галюгалевскую, 13 ноября — все оставшиеся люди и скот, после чего её предложили взять Чечисполкому, но не заселять до окончания продработ в остальных станицах Сунженской линии. При вступлении в станицу, горцам военными властями было разрешено 8-часовое разграбление. Приказом ЦИК Горской республики от 25.04.1922 г.станица Ермоловская была переименована аул Алхан-Кала. В 1924 году село Алхан-Кала значится центром Алхан-калинского сельсовета Новочеченского района.
До 1 августа 1934 года село Алхан-Кала входило в Урус-Мартановский район.
1 августа 1934 года ВЦИК постановил «образовать в Чечено-Ингушской автономной области новый Грозненский район, с центром в городе Грозном, включив в его границы селения — Бердакел, Чечен-аул, Новые Алды и Алхан-Кала Урус-Мартановского района».
С 1944 по 1958 года, в период выселения чеченцев и упразднения Чечено-Ингушской АССР, село носило название Междугорье.

## Население
| 1979    | 1990    | 2002    | 2010    | 2012    | 2013    | 2014    | 2015    | 2016    |
| ------- | ------- | ------- | ------- | ------- | ------- | ------- | ------- | ------- |
| 10 208  | ↗11 400 | ↘10 146 | ↗11 415 | ↗11 561 | ↘11 535 | ↘11 526 | ↗11 656 | ↗11 814 |
| 2017    | 2018    | 2019    | 2020    | 2021    | 2023    | 2024    |         |         |
| ↗11 924 | ↗12 110 | ↗12 176 | ↗12 340 | ↗14 423 | ↗14 523 | ↗14 574 |         |         |

Крупнейший населённый пункт Грозненского района.
Национальный состав
По данным Всероссийской переписи населения 2010 года:
| Народ   | Численность, чел. | Доля от всего населения, % |
| ------- | ----------------- | -------------------------- |
| чеченцы | 11 390            | 99,78 %                    |
| другие  | 25                | 0,22 %                     |
| всего   | 11 415            | 100,0 %                    |

## Тайпы
В селе проживают различные тайпы:
| - Беной - Зумсой - Чинхой - Терлой - Галай - Орсой - Макажой - Садой - Саттой - Ригхой - Босой - Хьакмадой - Хьачарой - Тумсой | - Гухой - Мулкой - Келой - Гендаргеной - Чантий - Хилдехьарой - Дай - Жей - Пхьамтой - Варандой - Нохчкелой - Туркой - Хуландой |

## Транспорт
В селе расположена станция Ермоловская Северо-кавказской железной дороги (код 54080). В настоящее время она бездействует, так как железная дорога до сих пор не восстановлена.

## Известные уроженцы
- Арсамаков Абубакар Алазович — президент Московского индустриального банка[35];
- Баиев Хасан Жунидович — чеченский пластический хирург. Человек года в США, Великобритании и Японии, лауреат Международной премии «Врач Мира», меценат, чемпион США и мира по самбо, обладатель Кубка мира по самбо, чемпион США по боям без правил, обладатель чёрного пояса по дзюдо[36]
- Делаев Яраги Юнусович — советский и российский чеченский актёр-кукольник, режиссёр, Заслуженный работник культуры Чечено-Ингушской АССР, Заслуженный деятель искусств Чеченской Республики[37];
- Мусаев Мурад Алаудинович — российский адвокат, правозащитник.
- Хабилаев, Адам Султанович — спортсмен, тренер, многократный призёр и чемпион России по Тхэквондо, победитель Кубка мира по Тхэквондо ИТФ, президент национальной федерации Тхэквондо ИТФ Республики Татарстан. проживает в г. Казань.
- Хрусталёв, Николай Титович (1908—1941) — советский летчик, капитан, заместитель командира 2-й эскадрильи 11-го штурмового авиаполка Военно-воздушных сил Черноморского флота, участник обороны Севастополя[38].